# Donald Thomas (hoogspringer)
Donald Thomas (Freeport, 1 juli 1984) is een Bahamaanse hoogspringer. Hij werd wereld- en Gemenebestkampioen in deze discipline.

## Biografie

### Bij allereerste poging 2,10 m
Als student studeerde Thomas aan de Lindenwood University in Missouri, waar hij ook basketbal speelde. Vanwege zijn enorme sprongkracht verzocht een atletiektrainer hem om eens het hoogspringen te proberen. Bij zijn eerste poging sprong hij gelijk 2,10 m. Hierna begon hij systematisch atletiek te trainen.
Zijn eerste internationale optreden vond plaats op de Gemenebestspelen van 2006 in Melbourne. Daar behaalde hij met 2,23 een persoonlijk record en een vierde plaats. Hij sprong even hoog als Kyriakos Ioannou uit Cyprus, maar had meer pogingen nodig. De Canadees Mark Boswell won voor de Brit Martyn Bernard, beiden met 2,26.

### Wereldkampioen in recordtijd
In 2007 verbeterde Donald Thomas zijn persoonlijk record van 2,33 naar 2,35, dat hij in juli in Salamanca sprong. In dezelfde wedstrijd had Javier Sotomayor in 1993 het huidige wereldrecord van 2,45 gesprongen. Thomas reisde af naar het WK in Osaka met een beste jaarprestatie van 2,35. Alleen de Zweed Stefan Holm had deze prestatie outdoor geëvenaard.

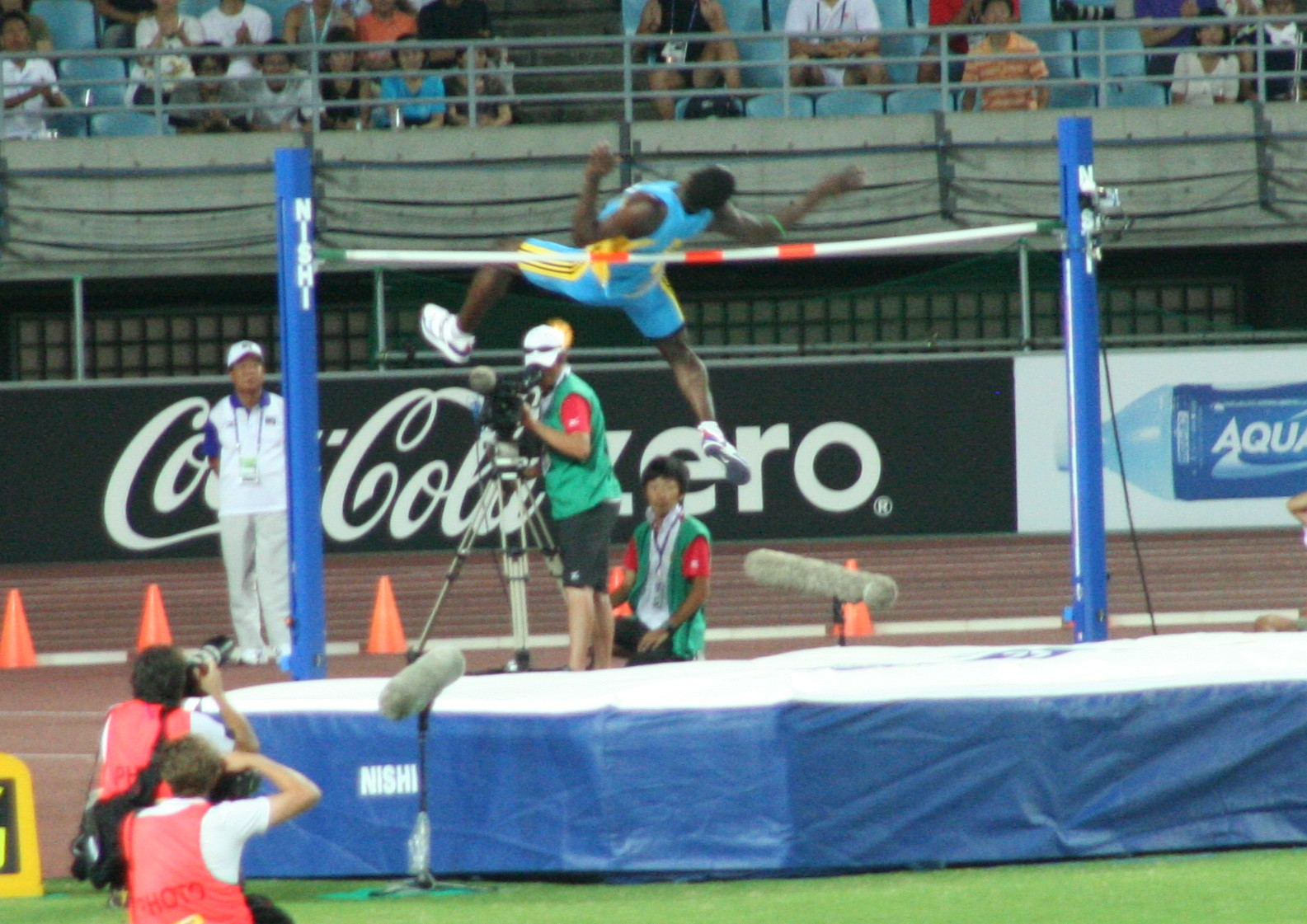
Donald Thomas springt in zijn eerste poging over 2,35 heen (Osaka 2007).

In de finale op het WK in Osaka probeerden vijf hoogspringers over 2,35 te komen. Stefan Holm en de Rus Jaroslav Rybakow lagen foutloos aan de leiding met 2,33. Kyriakos Ioannou sprong in zijn tweede poging over 2,33. Thomas haalde dit in zijn derde poging. Ook nog in de strijd was Martyn Bernard, die in zijn derde poging over 2,21 sprong en hierna op alle hoogtes paste. Thomas sprong over 2,35 in zijn eerste poging, Rybakow en Ioannou in hun tweede poging. Holm en Bernard werden uitgeschakeld. Op 2,37 ten slotte strandden alle deelnemers, waardoor Thomas wereldkampioen was.
Thomas beschikt over een enorme sprongkracht, waarmee hij zijn ongewone techniek kan compenseren. Terwijl andere hoogspringers met de fosburyflop over de lat springen, waarbij beide benen gelijktijdig naar boven reizen, maakt Thomas tijdens zijn sprong flipper bewegingen, zoals een rugslagzwemmer zwemt.
Thomas is de tweede wereldkampioen hoogspringen uit de Bahama's.

### Niet door OS- en WK-kwalificaties
Op de Olympische Spelen van 2008 kwam Thomas niet door de kwalificaties. Voor 2,15 en 2,20 had hij maar één poging nodig, maar op 2,25 faalde hij drie keer. Een jaar later lukte het hem evenmin om de finale te halen bij de wereldkampioenschappen in Berlijn. Na in zijn tweede poging over 2,27 te zijn gekomen, strandde hij hier op de hoogte van 2,30. Ook op de Olympische Spelen van 2012 in Londen strandde hij met 2,16 in de kwalificatieronde.

## Titels
- Wereldkampioen hoogspringen - 2007
- Gemenebestkampioen hoogspringen - 2010

## Persoonlijke records
| Onderdeel              | Prestatie | Datum         | Plaats       |
| ---------------------- | --------- | ------------- | ------------ |
| hoogspringen (outdoor) | 2,35 m    | 4 juli 2007   | Salamanca    |
| hoogspringen (indoor)  | 2,33 m    | 10 maart 2007 | Fayetteville |

## Palmares

### hoogspringen
- 2006: 4e Gemenebestspelen - 2,23 m
- 2007:  Pan-Amerikaanse Spelen - 2,30 m
- 2007:  WK - 2,35 m
- 2007:  Wereldatletiekfinale - 2,32 m
- 2008: 12e in kwal. OS in Peking - 2,20 m
- 2009: 8e in kwal. WK in Berlijn - 2,27 m
- 2010: 15e in kwal. WK indoor - 2,18 m
- 2010:  Gemenebestspelen - 2,32 m
- 2011: 11e WK - 2,20 m
- 2012: 15e in kwal. WK indoor 2,22 m
- 2012: 14e in kwal. OS - 2,16 m
- 2013: 6e WK - 2,32 m
- 2014: NK in kwal. WK
- 2015: 6e WK - 2,29 m

Diamond League-podiumplaats
- 2010:  London Grand Prix - 2,27 m